# Exoristobia ugandensis
Exoristobia ugandensis är en stekelart som beskrevs av Subba Rao 1970. Exoristobia ugandensis ingår i släktet Exoristobia och familjen sköldlussteklar.
Artens utbredningsområde är Uganda. Inga underarter finns listade i Catalogue of Life.